# Patrick Sensburg
Patrick Ernst Hermann Sensburg, né le 25 juin 1971 à Paderborn en Allemagne, est un homme politique allemand appartenant à l'Union chrétienne-démocrate (CDU) et professeur à l'École supérieure de police et d'administration publique de Rhénanie-du-Nord-Westphalie à Cologne. Il est membre du Parlement allemand de 2009 à 2021, représentant la circonscription du Haut-Sauerland en Rhénanie du Nord-Westphalie.
Avant de rejoindre la politique, Sensburg travaille comme professeur de droit public et de droit européen. Après avoir terminé son service militaire, Sensburg devient lieutenant-colonel de la réserve en 2014, avant d'être promu colonel en 2021. Depuis 2019, Sensburg est président de l'Association des réservistes de la Bundeswehr.

## Biographie
Sensburg est né à Paderborn. Il étudie le droit et les sciences politiques et a obtenu son premier diplôme de droit ainsi qu'une maîtrise en sciences politiques en 1997. En 1999, il termine son deuxième diplôme de droit. Il a été assistant de recherche à l'Université de Hagen, où il a obtenu son doctorat.

## Carrière politique

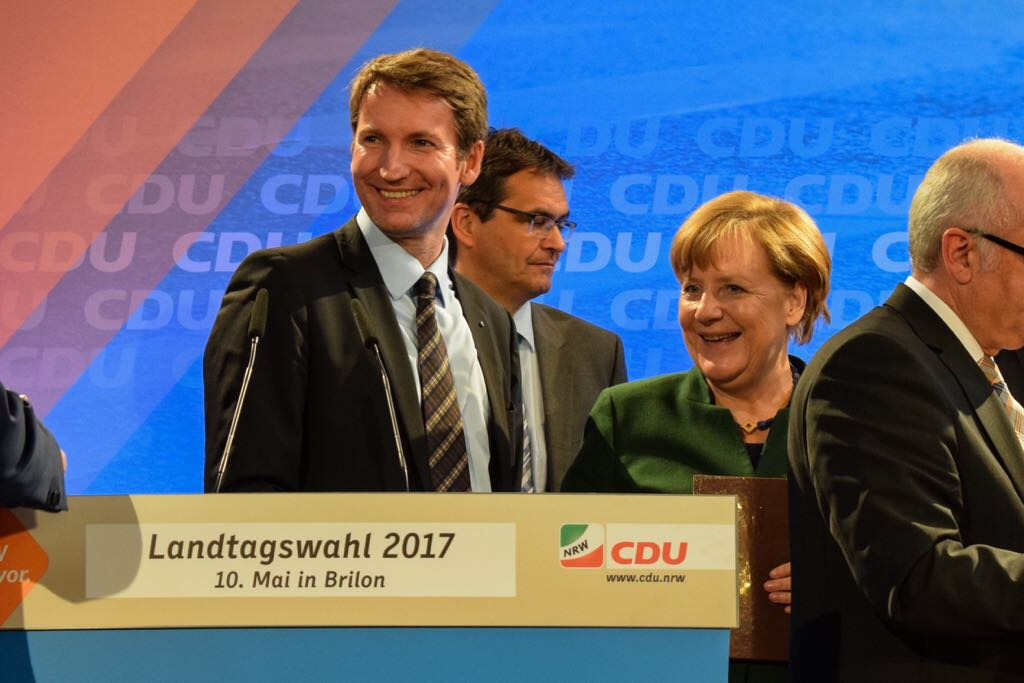
Patrick Sensburg avec Angela Merkel en 2017

Lors des élections de 2009, Sensburg est élu membre du Parlement allemand. Il est d'abord président de la sous-commission sur le droit européen et, en tant que membre suppléant, à la commission des affaires intérieures. Entre 2018 et 2021, il devient président de la commission de contrôle des élections, d'immunité et du règlement.
Il est membre, entre 2018 et 2021, de la commission de contrôle parlementaire (PKGr), qui assure le contrôle parlementaire des services de renseignement allemands BND, BfV et MAD, ainsi que du Conseil des anciens. Le 10 avril 2014, il est élu président de la commission d'enquête parlementaire sur la l'espionnage de la NSA en Allemagne (de).
Avant les élections nationales de 2021, Sensburg échoue à obtenir le soutien de son parti pour une nouvelle candidature ; il est remplacé par Friedrich Merz.

## Prises de position
En juin 2017, Sensburg vote contre l'introduction du mariage homosexuel en Allemagne. Avant les élections à la direction de la CDU en 2018, il a publiquement soutenu Friedrich Merz pour succéder à Angela Merkel à la présidence du parti.
En août 2014, Sensburg soutient la décision de déployer des militaires allemands en Irak contre l'organisation État Islamique. Sensburg souligne également la responsabilité de l'Allemagne à l'égard des personnes vivant dans les camps de réfugiés : « La protection de la population contre les atrocités commises par la milice de l'EI relève de notre responsabilité humanitaire et est dans notre propre intérêt ».

### Commission d'enquête sur la NSA
En tant que président de la commission d'enquête de la NSA, Sensburg a présenté le 28 juin 2017 le rapport final au président du Bundestag, Norbert Lammert, de plus de 1 800 pages. Malgré quelques critiques, la commission d'enquête est considérée comme un travail réussi,.